# Malo Lipje
Malo Lipje je naselje u slovenskoj Općini Žužemberku. Malo Lipje se nalazi u pokrajini Dolenjskoj i statističkoj regiji Jugoistočnoj Sloveniji. 

## Stanovništvo
Prema popisu stanovništva iz 2002. godine naselje je imalo 28 stanovnika.

## Poznate osobe
- Antonija Fabjan - časna sestra, blaženica Katoličke Crkve, jedna od Drinskih mučenica.